# Archaeosimos
Archaeosimos és un gènere extint de marsupials diprotodonts de la família dels macropòdids que visqueren al continent australià durant el Miocè superior. Se n'han trobat restes fòssils a Austràlia Meridional i Victòria (Austràlia). Les dues espècies conegudes d'aquest grup eren simoestenurinis petits dotats de dents molars senzilles i de corona baixa. El nom genèric Archaeosimos significa ‘antic [i] camús' i es refereix, d'una banda, a la seva ubicació primerenca en el registre fòssil i, de l'altra, a la seva morfologia distintiva respecte a altres simoestenurinis.